# 倉田あみ
倉田 あみ（くらた あみ、1978年8月9日 - ）は、日本の女優。元宝塚歌劇団星組の男役。
岡山県倉敷市、県立倉敷古城池高等学校出身。身長165cm。血液型AB型。愛称は「ぎんがみ」、「まあり」。宝塚歌劇団時代の芸名は銀河 亜未（ぎんが あみ）。
所属事務所は吉本興業。

## 来歴
1997年、宝塚音楽学校入学。
1999年、宝塚歌劇団に85期生として入団。入団時の成績は33番。雪組公演「再会／ノバ・ボサ・ノバ」で銀河亜未として初舞台。組まわりを経て星組に配属。
2008年2月11日、「エル・アルコン／レビュー・オルキス」東京公演千秋楽をもって、宝塚歌劇団を退団。
退団後は倉田あみと改名し、芸能活動を再開。
2015年に一般男性との結婚を発表。
2017年に第一子を出産している。

## 宝塚歌劇団時代の主な舞台

### 初舞台
- 1999年4 - 5月、雪組『再会』『ノバ・ボサ・ノバ』（宝塚大劇場）

### 組まわり
- 1999年5 - 6月、月組『螺旋のオルフェ』『ノバ・ボサ・ノバ』（宝塚大劇場のみ）
- 1999年7 - 8月、雪組『再会』『ノバ・ボサ・ノバ』（1000days劇場）

### 星組時代
- 2000年10月12日〜10月27日 宝塚バウホール・星組「花吹雪恋吹雪」 - 文吾（幼少）
- 2000年11月2日〜7日 日本青年館・星組「花吹雪 恋吹雪」 - 文吾（幼少）
- 2000年6月6日 星組・宝塚大劇場 新人公演　ミュージカル・ロマン「黄金のファラオ」 - フリホル
- 2000年9月12日 星組・TAKARAZUKA1000days劇場 新人公演　ミュージカル・ロマン「黄金のファラオ」 - 兵士2
- 2001年4月10日 東京宝塚劇場 新人公演「ベルサイユのばら2001―オスカルとアンドレ編―」 - ラサール
- 2001年9月4日 宝塚大劇場 新人公演「ベルサイユのばら2001―オスカルとアンドレ編―」 - ラサール
- 2001年6月9日〜18日 星組・宝塚バウホール公演「イーハトーヴ 夢―宮沢賢治作「銀河鉄道の夜」より―」 - 学生2・カンパネルラのダミー
- 2001年6月23日〜29日 星組・東京特別公演日本青年館「イーハトーヴ 夢―宮沢賢治作「銀河鉄道の夜」より―」 - 学生2・カンパネルラのダミー
- 2002年5月7日 東京宝塚劇場 新人公演　宝塚グランド・ロマン「プラハの春」 - 公安局長
- 2002年7月9日 宝塚大劇場 新人公演　宝塚グランド・ロマン「プラハの春」 - 公安局長
- 2002年9月7日〜16日 星組・宝塚バウホール公演「ヴィンターガルテン－春を待ち侘ぶ冬の庭園－」 - ソニー・マツナマン
- 2002年9月21日〜27日 星組・東京特別公演 日本青年館「ヴィンターガルテン－春を待ち侘ぶ冬の庭園－」 - ソニー・マツナマン
- 2002年12月10日 宝塚大劇場 新人公演　ミュージカル・ロマン「ガラスの風景」 - ポール・シモンズ
- 2003年2月25日 東京宝塚劇場 新人公演　ミュージカル・ロマン「ガラスの風景」 - ポール・シモンズ
- 2003年1月18日〜24日 星組・宝塚バウホール公演「恋天狗」 - 天狗
- 2003年1月18日〜24日 星組・宝塚バウホール公演「おーい春風さん」 - 薬売り2
- 2003年5月6日〜27日 星組・日生劇場特別公演　ブロードウェイ・ミュージカル「雨に唄えば」 - 助手2
- 2003年7月29日 宝塚大劇場 新人公演「王家に捧ぐ歌―オペラ「アイーダ」より―」 - 伝令
- 2003年9月30日 東京宝塚劇場 新人公演「王家に捧ぐ歌―オペラ「アイーダ」より―」 - 伝令
- 2003年12月19日〜30日 星組・シアタードラマシティ公演「永遠の祈り－革命に消えたルイ17世－」 - 王太子ルイ
- 2004年3月9日 宝塚大劇場 新人公演「1914／愛」 - ヤン・グロトフスキー
- 2004年5月18日 東京宝塚劇場 新人公演「1914／愛」 - ヤン・グロトフスキー
- 2004年7月22日〜8月2日 星組・宝塚バウホール公演「花のいそぎ」 - 伴須賀雄
- 2004年8月7日〜12日 星組・東京特別公演 日本青年館「花のいそぎ」 - 伴須賀雄
- 2005年2月27日〜3月14日 星組・宝塚バウホール公演「それでも船は行く」 - マイク・コナー
- 2005年5月13日〜6月20日 宝塚大劇場「長崎しぐれ坂／ソウル・オブ・シバ!!」
- 2005年7月8日〜8月14日 東京宝塚劇場「長崎しぐれ坂／ソウル・オブ・シバ!!」
- 2005年5月31日 宝塚大劇場 新人公演「長崎しぐれ坂」 - 和泉屋庄兵衛
- 2005年7月26日 東京宝塚劇場 新人公演「長崎しぐれ坂」 - 和泉屋庄兵衛
- 2005年9月24日〜10月21日 星組・全国ツアー公演「ベルサイユのばら」 - 士官
- 2005年11月11日〜13日「日韓友情年2005 宝塚歌劇韓国公演」慶熙（きょんひ）大学 平和の殿堂「ベルサイユのばら」 - 士官
- 2006年6月2日〜11日 星組・宝塚バウホール公演「フェット・アンペリアル－帝国の祝祭－」 - クリストファー
- 2006年12月15日〜12月27日 星組・シアタードラマシティ公演「ヘイズ・コード」 - レッド・フェリックス
- 2007年1月4日〜1月11日 日本青年館 星組「ヘイズ・コード」 - レッド・フェリックス
- 2007年3月23日〜4月30日 宝塚大劇場 星組「さくら－妖しいまでに美しいおまえ－／シークレット・ハンター－この世で、俺に盗めぬものはない－」 - マスター
- 2007年5月18日〜7月1日 東京宝塚劇場 星組「さくら－妖しいまでに美しいおまえ－／シークレット・ハンター－この世で、俺に盗めぬものはない－」 - マスター
- 2007年8月1日～8月23日 星組・博多座公演『シークレット・ハンター－この世で、俺に盗めぬものはない－／ネオ・ダンディズム！II－男の美学－』 - 神父
- 2007年11月2日〜12月15日 宝塚大劇場 星組「エル・アルコン-鷹-／レビュー・オルキス-蘭の星-」 - バルデス
- 2008年1月2日〜2月11日 東京宝塚劇場 星組「エル・アルコン-鷹-／レビュー・オルキス-蘭の星-」 - バルデス 退団公演

## 宝塚歌劇団退団後の主な活動

### ドラマ
- リセット 第2話「痴漢に復讐する女」（2009年1月22日、YTV） - 秘書：綾子 役
- ハンサム★スーツTHE TV（2009年3月31日、CX） - OL 役
- 示談交渉人 ゴタ消し 第7話（2011年2月17日、YTV） - 澤田紗英 役
- デカ 黒川鈴木 第6話（2012年2月9日、YTV） - 四ノ宮今日子 役
- 『超再現！ミステリー』日本テレビの中の超再現ドラマ（4月24日21時〜放送）主人公幸太の妻、綾香役
- 慰謝料弁護士〜あなたの涙、お金に変えましょう〜 第10話（2014年3月13日、YTV） - 久保ゆり子 役
- あすなろ三三七拍子第一話（2014年7月15日、フジテレビ）　女子社員A
- 新・ミナミの帝王 光と影（2017年1月9日、KTV）

### 映画
- サビ男サビ女（2011年）
- おかえり、はやぶさ（2012年）
- いなべ（2013年）- 直子 役
- 新見的おとぎばなし（2013年）
- 縁〜The Bride of Izumo〜（2016年） - 寺田百合 役

### 舞台
- 2009年2月5日〜12日（テアトル銀座・東京）「蛇姫様〜わが心の奈蛇」 - バスケット姉妹・妹 役
- 2月26日〜3月1日（シアターBRAVA!・大阪）「蛇姫様〜わが心の奈蛇」 - バスケット姉妹・妹 役
- 2009年5月29日〜6月14日（新国立劇場・東京）「夏の夜の夢」 - 蜘蛛の精
- 2009年6月27日（オーバードホール・富山）「夏の夜の夢」 - 蜘蛛の精
- 2009年10月11日（東京国際フォーラム ホールC・東京）音楽劇「赤毛のアン 〜アンの青春〜」 - 大人のアン　※大人のダイアナ役 草風なな
- 2010年3月8日〜16日（ニッポン放送イマジンスタジオ(有楽町 ニッポン放送本社ビル内)）劇団ブギ★ウギ ビジュアル音楽朗読劇「将門」 - 多恵
- 2011年8月16日〜21日（神保町花月）「金魚のように 前編」
- 2011年8月（神保町花月）「金魚のように　後編」
- 2011年11月1日〜12月12日（シアター・サンモール 他）「THE WINDS OF GOD 〜零のかなたへ〜」 - 宮下千穂・妊婦
- 2012年5月2日〜月6日神保町花月「ゴールデン！！！」－金井花役
- 2012年9月9日〜9月30日（NGK)「吉本百年物語　9月公演　焼け跡、青春手帖」―千代役
- 2012年10月「THE WINDS OF GOD」 - 宮下千穂・妊婦
- 2013年5月15日・17日〜21日「心を亡くす忘れる」、神保町花月）
- 2016年12月14日～18日、神保町花月）